# Elezione del capo provvisorio dello Stato del 1947
L'elezione del capo provvisorio dello Stato si svolse in Italia il 26 giugno 1947.
Capo provvisorio dello Stato, eletto al I scrutinio, è nuovamente Enrico De Nicola.

## Informazioni generali
Il 25 giugno 1947, Enrico De Nicola presenta le sue dimissioni da capo provvisorio dello Stato, ufficialmente per motivi di salute, secondo taluni per riacquisire legittimità dopo la scadenza del termine annuale dell'Assemblea Costituente cui era legato il suo mandato, ma in realtà in polemica con le scelte politiche effettuate dal Presidente del Consiglio Alcide De Gasperi, che aveva mutato composizione alla compagine di governo (da tripartito DC-PSI-PCI a uno schieramento di centro).
La rinuncia dell'incarico non può essere respinta dalla Costituente che, il giorno dopo, rielegge Enrico De Nicola a capo provvisorio dello Stato con 405 voti a favore su 431 votanti e 556 aventi diritto (72,8%).
Non si tratta di elezione presidenziale, poiché tale istituto non esiste ancora; tuttavia, il 1º gennaio 1948, De Nicola assumerà le attribuzioni e il titolo di Presidente della Repubblica Italiana a norma della I disposizione transitoria e finale della Costituzione della Repubblica Italiana.

## L'elezione

### Preferenze per Enrico De Nicola
| Scrutinio | Voti | Preferenze |
| --------- | ---- | ---------- |
| I         | 405  | 72,8%      |

### I scrutinio
Per la nomina è richiesta una maggioranza di tre quinti dei 556 membri dell'Assemblea .
| Dati votazione | Dati votazione |   | Nome                        | Nome | Voti |
| -------------- | -------------- | - | --------------------------- | ---- | ---- |
| Presenti       | 431            |   | Enrico De Nicola            | 405  |      |
| Votanti        | 431            |   | Pietro Nenni                | 2    |      |
| Astenuti       | 0              |   | Giuseppe Salvatore Bellusci | 2    |      |
| Maggioranza    | 334            |   | Cipriano Facchinetti        | 2    |      |
|                |                |   | Schede bianche              | 19   |      |
|                | Schede nulle   | 1 |                             |      |      |

Risulta eletto: Enrico De Nicola